# Tribonyx ventralis
La gallereta de cola negra o gallineta patirroja (Tribonyx ventralis) es una especie de ave gruiforme de la familia Rallidae endémica de Australia.

## Descripción

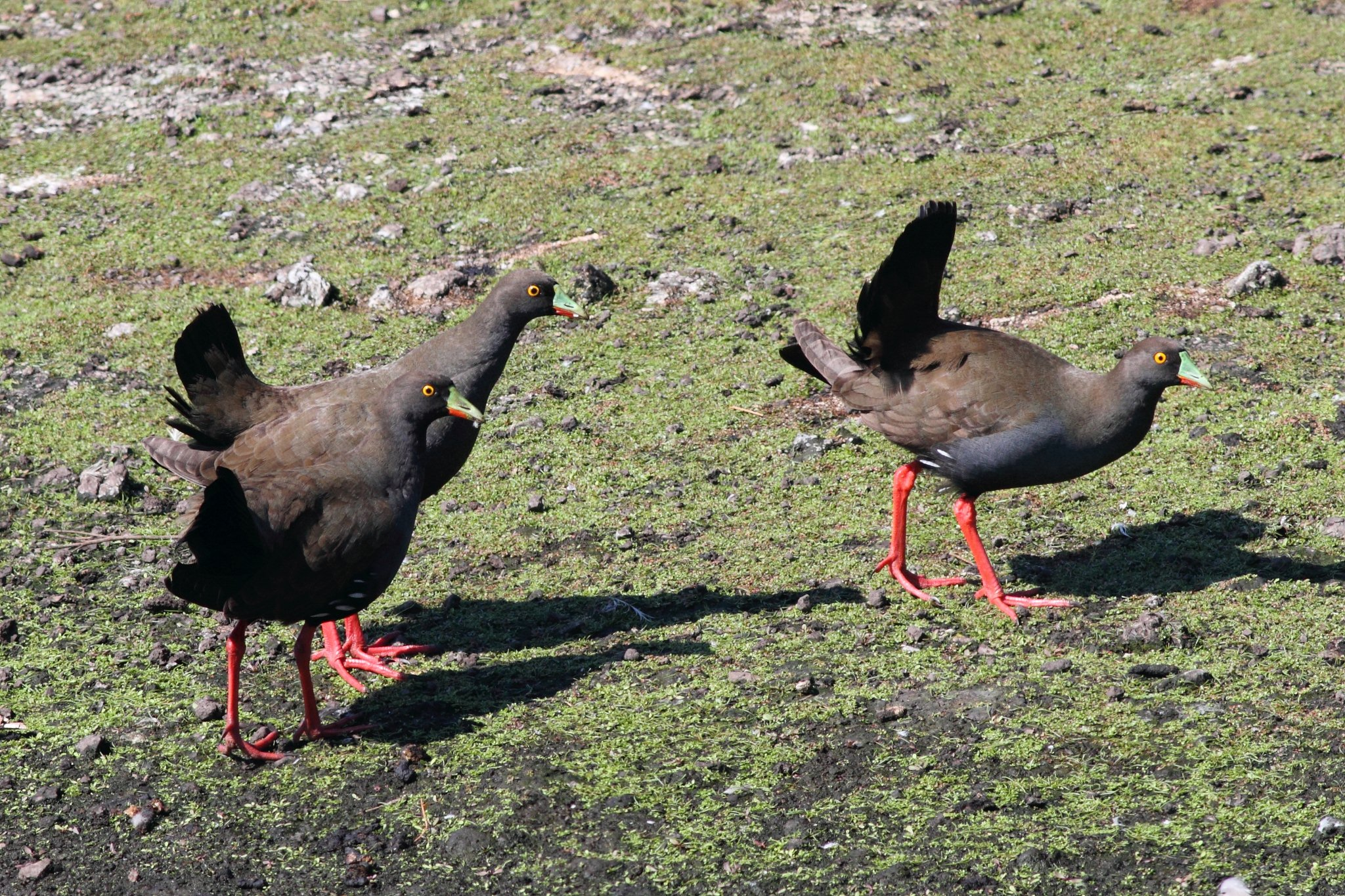
Suelen encontrarse en pequeños grupos.

La gallineta patirroja mide alrededor de 38 cm de largo y pesa unos 400 g. El plumaje de sus partes superiores oscila entre el pardo y el pardo verdoso, mientras que su pecho y vientre son de color gris azulado con algunas plumas blancas salpicando los flancos. Su cola, que suele mantener alzada, tiene las réctrices de color negro. El iris de sus ojos es amarillo anaranjado y su pico es amarillento, mientras que sus patas son de color rojo anaranjado.

## Distribución y hábitat
Se encuentra en el distribuido alrededor de los cursos y masas de agua de agua del continente australiano. Es una especie nómada que busca las fuentes intermitentes de agua según las estaciones. Se encuentra todo el año en las masas permanentes de agua tanto dulce como salobre. Está clasificado como especie bajo preocupación menor. Es una divagante rara en Nueva Zelanda.

## Reproducción
La época de cría generalmente se produce entre agosto y diciembre, o bien cuando las condiciones climáticas son más favorables. Construyen un nido en forma de cuenco entre la vegetación cercana al agua. Suelen poner entre 5 y 7 huevos de color verde claro que incuban durante unos 20 días.

## Alimentación
Esta especie se alimenta principalmente de insectos, plantas y semillas. 